# Cheiraster ludwigi
Cheiraster ludwigi är en sjöstjärneart som beskrevs av Fisher 1913. Cheiraster ludwigi ingår i släktet Cheiraster och familjen nålsjöstjärnor. Inga underarter finns listade i Catalogue of Life.